# 가사마쓰정
가사마쓰정(일본어: 笠松町)은 일본 기후현 하시마군의 정이다.

## 지리
기후현 남부의 노비평야에 위치하고 면적의 3분의 1을 흐르는 기소강을 따라 위치한다(건너편은 아이치현). 예로부터 빈번한 수해로 골치를 앓아 마쓰에다 윤중이라는 윤중이 발달해 있었다. 수해에 관한 많은 사적이 남아 있고 예로부터 기소강을 통해 기후와 나고야를 연결하는 중요한 땅이었다.

## 역사
옛날에는 오와리국이었지만 1586년의 기소강 범람에 의해 유로가 바뀌면서 미노국으로 옮겨와 오와리국 하구리군에서 미노국 하구리군이 되었다. 에도 시대에는 막부 직할지로 가사마쓰 진야가 놓여 있었고 에도 시대 말엽에는 가사마쓰현의 현청, 메이지 시대 초기에는 기후현청이 놓여 현청이 기후시로 옮겨질 때까지 기후현의 중심을 이루었다.
- 1889년 7월 1일 - 하구리군 가사마쓰정이 성립하였다.
- 1896년 4월 18일 - 하시마군 소속으로 바뀌었다.
- 1897년 4월 1일 - 주변 정촌이 합병해 시모하구리촌, 마쓰에다촌이 성립하였다.
- 1950년 8월 - 마쓰에다촌을 합병하였다.
- 1955년 4월 - 시모하구리촌을 합병하였다.

## 인구
|                                                | |
| 가사마쓰정의 전국의 연령별 인구 분포（2005년） | 가사마쓰정의 연령·남녀별 인구 분포（2005년）                                                                           |
| ■자주색 ― 가사마쓰정 ■녹색 ― 일본전국          | ■파랑색 ― 남자 ■빨간색 ― 여자                                                                                          |
| · 가사마쓰정（에 해당되는 지역）의 인구추이    | |
| 일본 총무성 통계국 국세조사 결과               | |
|                                                | 기술적 문제로 인해 그래프를 일시적으로 사용할 수 없습니다. 파브리케이터와 미디어위키 위키에 더 자세한 정보가 있습니다. |

## 교통

### 철도
- 나고야 철도
  - 나고야 본선
  - 다케하나선

### 도로
- 국도 22호선